# Celso Pedro Blanco Álvarez
Celso Pedro Blanco Álvarez, (Vigo, Pontevedra, 7 de julio de 1914) es un exfutbolista español que jugaba en la demarcación de centrocampista.

## Biografía
Debutó como jugador de fútbol profesional con el Real Club Celta de Vigo en la temporada 1935/36 de la Segunda División de España al igual que los defensas Varela e Ignacio fichados con el objetivo de ascender al equipo a la máxima categoría. El equipo finalmente consiguió el objetivo el 19 de abril de 1936 en un encuentro contra el Xerez F. C. que acabó con victoria céltica por 5-0.
Blanco realizó una temporada, junto con el entrenador Ricardo Comesaña, en la que disputó 22 de los 24 encuentros que comprendían la temporada. Esto le llevó a ser llamado para la selección de fútbol de España junto a José Vega para disputar dos encuentros amistosos, contra la selección de fútbol de Checoslovaquia y contra la selección de fútbol de Suiza, aunque no llegaron a debutar.
Posteriormente su carrera futbolística se vio truncada por el golpe de Estado del ejército y el comienzo de Guerra Civil Española.
Una vez que la guerra finalizó, fue firmado por el Club Atlético de Madrid (en aquel momento llamado Atlético Aviación), equipo que se proclamó campeón de liga en la temporada 1939/40. Finalmente una grave lesión le apartó de los terrenos de juego, disputando su último encuentro de Primeira División el 14 de marzo de 1943.

## Clubes
| Club                    | País   | Año       |
| ----------------------- | ------ | --------- |
| Real Club Celta de Vigo | España | 1935-1939 |
| Club Atlético Aviación  | España | 1939-1943 |

## Palmarés
- Segunda División de España - 1935/36 - Real Club Celta de Vigo
- Primera División de España - 1939/40, 1940/41 - Club Atlético de Madrid
- Copa de Campeones de España - 1940 - Club Atlético de Madrid